# Kira Muratovová
Kira Muratovová (Кіра Георгіївна Мура́това, 5. listopadu 1934 Soroca – 6. června 2018 Oděsa) byla ukrajinská filmová režisérka a scenáristka.

## Život a kariéra

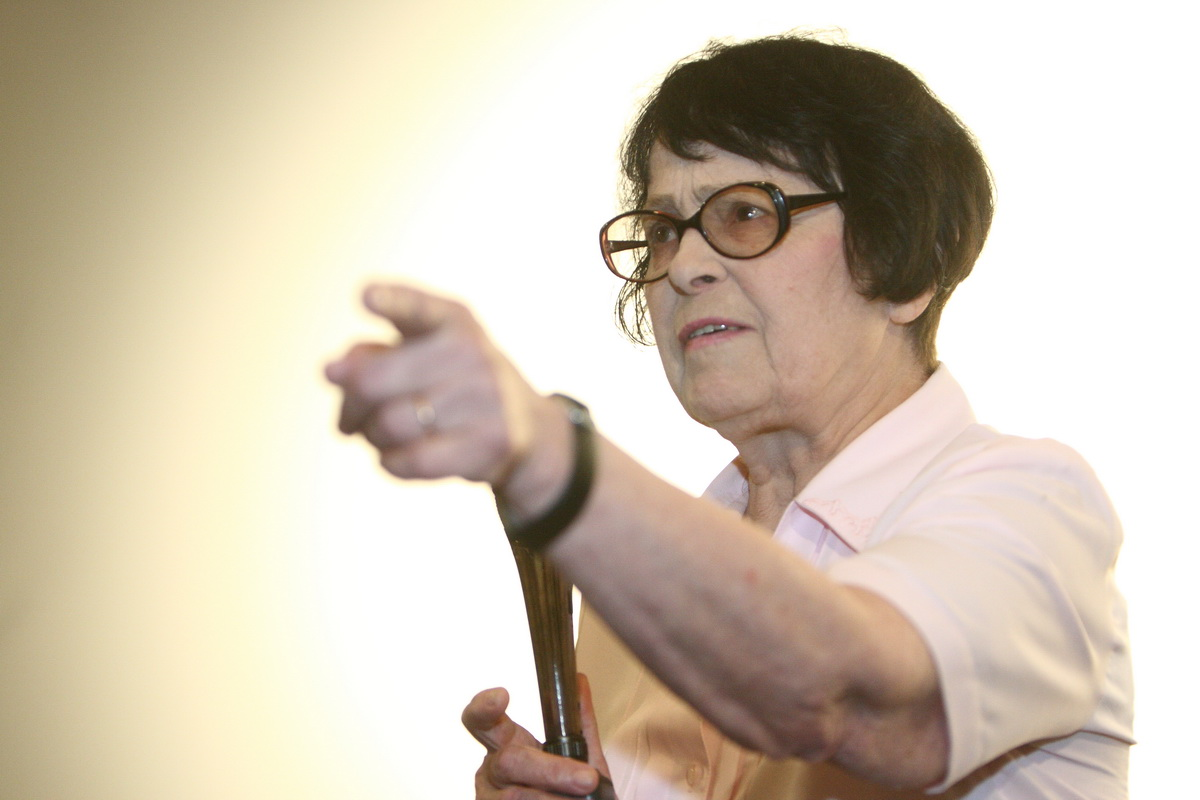
Kira Muratovová v roce 2010 na mezinárodním filmovém festivalu.

Narodila se jako Kira Korotkovová v moldavském městě Soroca, které bylo mezi světovými válkami součástí Rumunského království. Její otec byl inženýr ruské národnosti, její matka byla Rumunka židovského původu a pracovala jako gynekoložka. Oba byli členy Komunistické strany Rumunska. Za druhé světové války byl její otec popraven za ilegální činnost a Kira s matkou žily v evakuaci v Taškentu.
Vystudovala filologii na Lomonosovově univerzitě a filmovou režii na VGIKu. První film natočila s manželem Alexandrem Muratovem a získala zaměstnání v Oděském filmovém studiu. V roce 1967 režírovala svůj první samostatný film Krátká setkání, k němuž také napsala scénář a hrála roli Valentiny Sviridovové.
Její filmy se vyznačují formální originalitou, absurdním humorem a důrazem na ženský úhel pohledu. Inspirovala se postupy francouzské nové vlny i fantaskním světem Federica Felliniho. Pro společenskokritické tendence měla Muratovová problémy se sovětskou cenzurou a širší publikum se s její tvorbou seznámilo až v období perestrojky. Za film Astenický syndrom získala v roce 1990 cenu poroty na Berlínském mezinárodním filmovém festivalu. V roce 1993 jí byla udělena Ševčenkova cena a v roce 1999 Řád knížete Jaroslava Moudrého. Šestkrát získala cenu Nika. V roce 1997 se stala členkou Národní akademie ukrajinského umění.
V roce 2014 podpořila Euromajdan.

## Filmy
- 1967 Krátká setkání
- 1971 Dlouhé loučení
- 1979 Poznávajíc širý svět
- 1990 Astenický syndrom
- 1992 Útlocitný policajt
- 1997 Tři příběhy
- 2001 Druhořadí lidé
- 2002 Čechovovské motivy
- 2004 Ladič
- 2007 Dva v jednom